# Jesper Hellström
Jesper Hellström (* 27. Juli 1995) ist ein schwedischer Leichtathlet, der sich auf den Dreisprung spezialisiert hat.

## Sportliche Laufbahn
Erste internationale Erfahrungen sammelte Jesper Hellström im Jahr 2017, als er bei den U23-Europameisterschaften in Bydgoszcz im Weitsprung mit 7,49 m den neunten Platz belegte. 2021 startete er im Dreisprung bei den Halleneuropameisterschaften in Toruń und gelangte dort mit 16,45 m auf den sechsten Platz. Im Jahr darauf belegte er bei den Europameisterschaften in München mit 16,23 m den zehnten Platz und 2023 verpasste er bei den Halleneuropameisterschaften in Istanbul mit 15,95 m den Finaleinzug.
In den Jahren 2019 und 2020 wurde Hellström schwedischer Meister im Dreisprung im Freien sowie von 2018 bis 2021 und 2023 auch in der Halle.

## Persönliche Bestleistungen
- Weitsprung: 7,57 m (+1,6 m/s), 21. Juni 2022 in Uppsala
  - Weitsprung (Halle): 7,57 m, 23. Februar 2020 in Växjö
- Dreisprung: 16,71 m (+0,5 m/s), 24. August 2019 in Stockholm
  - Dreisprung (Halle): 16,69 m, 20. Februar 2021 in Malmö